# شهرستان سن ماتئو (کالیفرنیا)
شهرستان سن ماتئو شهرستانی می‌باشد که در منطقه خلیج سانفرانسیسکو در ایالت کالیفرنیا در کشور آمریکا واقع شده‌است. در سرشماری سال ۲۰۰۵ جمعیت آن معادل ۷۱۲٬۴۶۲ نفر برآورد شده‌است. بخشداری این شهرستان شهر ردوود می‌باشد.